# Eupithecia bellimargo
Eupithecia bellimargo là một loài bướm đêm trong họ Geometridae.